# Obert Internacional d'Escacs de La Pobla de Lillet
L'Obert Internacional d'Escacs de La Pobla de Lillet és un torneig d'escacs que es juga a La Pobla de Lillet. El torneig és vàlid per Elo FIDE, FEDA i FCE. L'Obert és computable pel Circuit Català d'Oberts Internacionals d'Escacs. A més de l'Obert, es fan altres activitats paral·leles com ara una representació d'Escacs Vivents Medievals (del 2001 al 2013) i amb uns nous vestits basats en la Guerra de Successió (del 2014 al 2017), encara que aquests darrers anys s'ha deixat de representar. També es fan altres activitats com un torneig de partides llampec, unes simultànies, concurs de puzzles, o torneig de tennis taula, per exemple.
L'edició de 2021, primera des de la pandèmia de Covid-19, va quedar en el lloc 13è del rànquing espanyol en número de jugadors, quart entre els torneigs catalans. L'edició de 2022 va establir una participació de 122 escaquistes, superant la marca anterior de 121, vigent des de 1995. i al 2024 s'ha aconseguit 134 jugadors reals, establint un nou record

## Quadre d'honor
Quadre de totes les edicions amb els tres primers de la classificació general:
| Any  | Edició       | Campió                                                                                          | Subcampió                                                                                       | Tercer                                                                                          |
| ---- | ------------ | ----------------------------------------------------------------------------------------------- | ----------------------------------------------------------------------------------------------- | ----------------------------------------------------------------------------------------------- |
| 1991 | I Obert      | Francisco Javier Ochoa                                                                          | Beatriz Alfonso                                                                                 | Josep Maria Baron                                                                               |
| 1992 | II Obert     | Evgeniy Solozhenkin                                                                             | Mircea-Sergiu Lupu                                                                              | Joan Mellado                                                                                    |
| 1993 | III Obert    | Atanas Kolev                                                                                    | Mircea-Sergiu Lupu                                                                              | Evgeniy Solozhenkin                                                                             |
| 1994 | IV Obert     | Joan Mellado                                                                                    | David Garcia Ilundain                                                                           | Mircea-Sergiu Lupu                                                                              |
| 1995 | V Obert      | S. Slavko Cicak                                                                                 | Joan Mellado                                                                                    | Robert Kuczynski                                                                                |
| 1996 | VI Obert     | Gildardo García                                                                                 | Josep Oms                                                                                       | Valentin Lukov                                                                                  |
| 1997 | VII Obert    | Walter Arencibia                                                                                | Ruslan Pogorelov                                                                                | Mihail Marin                                                                                    |
| 1998 | VIII Obert   | Karen Movsziszian                                                                               | Ruslan Pogorelov                                                                                | Slobodan Kovačević                                                                              |
| 1999 | IX Obert     | Marc Narciso                                                                                    | Davor Komljenovic                                                                               | Guillem Baches                                                                                  |
| 2000 | X Obert      | Davor Komljenović                                                                               | Orazly Annageldyev                                                                              | Slobodan Kovačević                                                                              |
| 2001 | XI Obert     | Karen Movsziszian                                                                               | Ruslan Pogorelov                                                                                | Rolands Bērziņš                                                                                 |
| 2002 | XII Obert    | Ruslan Pogorelov                                                                                | Fernando Peralta                                                                                | Radek Kalod                                                                                     |
| 2003 | XIII Obert   | Frank de la Paz Perdomo                                                                         | Ruslan Pogorelov                                                                                | Karen Movsziszian                                                                               |
| 2004 | XIV Obert    | Azer Mirzoev                                                                                    | Karen Movsziszian                                                                               | Víktor Moskalenko                                                                               |
| 2005 | XV Obert     | Víktor Moskalenko                                                                               | Karen Movsziszian                                                                               | Anthony Kosten                                                                                  |
| 2006 | XVI Obert    | Rubén Felgaer                                                                                   | Azer Mirzoev                                                                                    | Ruslan Pogorelov                                                                                |
| 2007 | XVII Obert   | Artur Kogan                                                                                     | Azer Mirzoev                                                                                    | Karen Movsziszian                                                                               |
| 2008 | XVIII Obert  | Azer Mirzoev                                                                                    | Karen Movsziszian                                                                               | Roi Reinaldo Castiñeira                                                                         |
| 2009 | XIX Obert    | Lelys Stanley Martínez Duany                                                                    | Jaime Alexander Cuartas                                                                         | Antonio Granero Roca                                                                            |
| 2010 | XX Obert     | Petr Velička                                                                                    | Lelys Stanley Martínez Duany                                                                    | Aleksandr Rakhmanov                                                                             |
| 2011 | XXI Obert    | Fernando Peralta                                                                                | Karen Movsziszian                                                                               | Aramis Álvarez Pedraza                                                                          |
| 2012 | XXII Obert   | Josep Oms i Pallisé                                                                             | Leonardo Valdés Romero                                                                          | Karen Movsziszian                                                                               |
| 2013 | XXIII Obert  | Luís Alberto Gómez Jurado                                                                       | Karen Movsziszian                                                                               | Jordi Ayza i Ballester                                                                          |
| 2014 | XXIV Obert   | Karen Movsziszian                                                                               | Joan Mellado Triviño                                                                            | Luís Alberto Gómez Jurado                                                                       |
| 2015 | XXV Obert    | Lázaro Lorenzo de la Riva                                                                       | Miguel Muñoz Pantoja                                                                            | Karen Movsziszian                                                                               |
| 2016 | XXVI Obert   | Karen Movsziszian                                                                               | Daniel Uribe Arteaga                                                                            | Joan Mellado Triviño                                                                            |
| 2017 | XXVII Obert  | Karen Movsziszian                                                                               | Miguel Muñoz Pantoja                                                                            | Cristian Aranda Marin                                                                           |
| 2018 | XXVIII Obert | Alexey Fernandez Cardoso                                                                        | Karen Movsziszian                                                                               | Rolando Alarcon Casellas                                                                        |
| 2019 | XXIX Obert   | Karen Movsziszian                                                                               | Ferran Cervelló i Tost                                                                          | Xavier Povill i Clarós                                                                          |
| 2020 | XXX Obert    | El 2020 l'Ajuntament anul·la l'Obert 15 dies abans (amb 100 inscrits) per culpa de la Pandèmia. | El 2020 l'Ajuntament anul·la l'Obert 15 dies abans (amb 100 inscrits) per culpa de la Pandèmia. | El 2020 l'Ajuntament anul·la l'Obert 15 dies abans (amb 100 inscrits) per culpa de la Pandèmia. |
| 2021 | XXX Obert    | Karen Movsziszian                                                                               | Thibault Dudognon                                                                               | Jorge Iglesias                                                                                  |
| 2022 | XXXI Obert   | Daniel Alsina i Leal                                                                            | Víktor Moskalenko                                                                               | Alejandro Barbero Sendic                                                                        |
| 2023 | XXXII Obert  | Yuri Solodovnichenko                                                                            | Fernando Valenzuela Gomez                                                                       | Robert Alomà i Vidal                                                                            |
| 2024 | XXXIII Obert | Yuri Solodovnichenko                                                                            | Alder Escobar Forero                                                                            | Leon Fanninger                                                                                  |